# Gerenia
Gerenia is een geslacht van rechtvleugeligen uit de familie veldsprinkhanen (Acrididae). De wetenschappelijke naam van dit geslacht is voor het eerst geldig gepubliceerd in 1878 door Stål.

## Soorten
Het geslacht Gerenia omvat de volgende soorten:
- Gerenia abbreviata Brunner von Wattenwyl, 1893
- Gerenia ambulans Stål, 1878
- Gerenia bengalensis Bhowmik & Halder, 1984
- Gerenia dorsalis Walker, 1870
- Gerenia intermedia Brunner von Wattenwyl, 1893
- Gerenia kongtumensis Mishchenko & Storozhenko, 1990
- Gerenia obliquinervis Stål, 1878
- Gerenia pustulipennis Walker, 1871
- Gerenia selangorensis Miller, 1935
- Gerenia thai Storozhenko, 2009
- Gerenia waterhousei Bolívar, 1917